# Жозеф Дарнан
Жозеф Дарнан (фр. Aimé-Joseph Darnand; 19 березня 1897, Коліньї — 10 жовтня 1945, Шатійон) — французький колабораціоніст, член уряду Віші. Розстріляний за вироком французького суду.
Після початку Другої світової війни і оголошення війни Німеччині Великою Британією та Францією, в 1939 році Дарнан був мобілізований. У 1940 році, під час прориву німцями лінії Мажино, був узятий в полон, але незабаром після капітуляції Франції був звільнений і виїхав до Ніцци. Дарнан висловлював пронімецькі настрої і підтримував уряд Віші. Спочатку він очолив Французький легіон ветеранів в департаменті Альпи. У січні 1942 року Дарнан заснував і очолив так звану воєнізовану легіонерську службу, яка через рік була перетворена у французьку міліцію. До цього часу вона налічувала вже близько 30 тисяч членів. Як глава міліції Дарнан несе безпосередню відповідальність за жорстокі придушення виступів французького Опору, депортації євреїв, арешти лівих і інших супротивників пронімецького режиму. Дарнан був членом французьких формувань СС, мав звання штурмбанфюрера. 29 грудня 1943 він був офіційно призначений главою французької поліції, а пізніше в його ведення було передано управління французькими в'язницями.